# Analiza treści
Analiza treści – jedna z metod badawczych w socjologii i pokrewnych naukach społecznych, polegająca na ustalaniu i opisywaniu językowych cech tekstów w celu wyjaśniania niejęzykowych własności ich autorów (postawy, oceny, zamiary). Stosowana jest zarówno dla form słownych, jak i graficznych, często wówczas, gdy nie jest możliwe zdobycie informacji poprzez bezpośredni kontakt z przedstawicielami badanej populacji, a określić można dzięki niej np. rozległe procesy zachodzące w różnych okresach historycznych. Stosowana jest też w celu uzyskania obrazu treści i określenia stanowiska nadawcy w danej sprawie lub jego przekonań, np.: światopoglądowych, politycznych czy wyznaniowych. Analiza treści przekazów medialnych stosowana jest w celu rozpoznania wizerunku danej marki, osoby lub organizacji oraz jej stosunku do danego zagadnienia, wydarzenia lub zjawiska.
W pierwszym etapie identyfikuje się i klasyfikuje treści i znaczenia „konfiguracji językowych”, przy czym poza językowym kontekstem znaczeń, wyrażonym w tekście explicite, istotne jest odniesienie się do kontekstu sytuacyjnego. W drugim etapie następuje wnioskowanie o zmiennych niejęzykowych, dotyczących:
- nadawcy tekstu;
- założeń na temat odbiorcy formułowanych przez nadawcę;
- możliwych reakcji odbiorcy na tekst;
- właściwości systemu społeczno-kulturowego odbiorcy i nadawcy[2].

## Etapy ilościowej analizy treści
- Sformułowanie pytań i hipotez badawczych w odniesieniu do cech niejęzykowych tekstów, które zamierza się badać.
- Dobór próby, a więc materiałów, które będą badane na podstawie wcześniej założonych pytań badawczych. Jest on wielostopniowy, z tego względu, że najpierw wybiera się odpowiednie nośniki informacji, następnie z nich konkretne woluminy, numery gazet, czy strony internetowe i następnie teksty w już najmniejszych jednostkach analizy.
- Określenie jednostek analizy. Pod względem wielkości, jednostkami mogą być słowa, zdania, artykuły, bądź większe dzieła.
- Opracowanie kategorii analitycznych (klucza kategoryzacyjnego[6]), gdzie podział na kategorie powinien być utworzony według „jednolitej zasady klasyfikacji” oraz wyczerpujący, a utworzone kategorie powinny być rozłączne.
- Kodowanie jednostek analitycznych tekstu według przyjętych kategorii w postaci indeksu i analiza ilościowa.
- Weryfikacja przyjętych hipotez badawczych[7].

## Analiza treści w analizie mediów
Autorem metody analizy treści był Bernard Berelson. Dany problem należy zidentyfikować i przedstawić za pomocą wskaźników statystycznych.
Zalety metody: wyniki są jednoznaczne i porównywalne w czasie, można dzięki temu zaobserwować kierunek przemian
Minusy metody: używanie liczb jest podyktowane fascynacjami matematycznymi, które same w sobie nie mają żadnej wiedzy.
Analiza treści jest użytkowana w analizie mediów. Pozwala na pominięcie założeń teoretycznych. To, jak badacz postawi pytania w tej metodzie, w dużym stopniu warunkuje odpowiedzi. Jest ponadto mało zróżnicowana. Metoda analizy treści bywa zastępowana przez bardziej jakościową metodę analizy – semiologią.